# Tora Berger
Tora Berger (n. 18 martie 1981, Hønefoss⁠(d), Buskerud, Norvegia) este o biatlonistă norvegiană, medaliată olimpică. A participat la 3 ediții ale Jocurilor Olimpice (2006, 2010, 2014) în care a câștigat două medalii de aur și două medalii de argint.